# Konsotamy
Konsotamy est une sous-préfecture de Télimélé, chef-lieu de la préfecture de Télimélé, dans la région de Kindia en Guinée.